# Klemen Slakonja
Klemen Slakonja (Brežice, 1985. június 3. – ) szlovén színész, énekes, humorista, műsorvezető és zenész. Ő képviselte Szlovéniát a 2025-ös Eurovíziós Dalfesztiválon Bázelben a How Much Time Do We Have Left? című dalával.

## Pályafutása
Egy határmenti városban, Brežicében született. Az első paródiáit a középiskola második évében készítette el. Karrierjét közel az otthonához, a Radio Energy-nél kezdte Krško városában. Ő volt a rádió műsorvezetője, és számos különféle helyi esemény házigazdája volt.
2007 októberében áttörést ért el egy országosan sugárzott szatirikus rádióműsorban való fellépésével. Nem sokkal később már a Radiotelevizija Slovenijában is szerepelt.
A Színház-, Rádió-, Film- és Televíziós Akadémián végezte tanulmányait. Slakonja Szlovéniában gyakran a zenei videók formájában készült paródiáiról ismert, valamint arról, hogy különböző tévéműsoroknak ő a házigazdája, például az Eurovíziós Dalfesztivál szlovén nemzeti válogatójának. Számos alkalommal személyesített meg szlovén zenészeket és nemzetközileg ismert hírességeket, így már látható volt többek között Slavoj Žižek, Ferenc pápa, Vlagyimir Putyin, Donald Trump vagy Angela Merkel személyében is.
Nemzetközi ismertségre 2016-ban tett szert az EMA döntőjében előadott Putin, Putout című YouTube-videóval, amelyben Vlagyimir Putyin orosz elnököt parodizálta. 2008. február 17-től ő lett a házigazdája az NLP című vasárnap délutáni családi műsornak. 2011-ben, 2012-ben, 2016-ban és 2020-ban is ő volt a műsorvezetője a szlovén eurovíziós nemzeti válogatónak. A 2011-es Eurovíziós Dalfesztivál döntőjében ő közölte a szlovén szavazás pontjait. 
2024. december 13 a Radiotelevizija Slovenija bejelentette, hogy az előadóművész résztvevője lesz az EMA 2025 szlovén eurovíziós nemzeti válogatónak, How Much Time Do We Have Left? című versenydalával. A verseny győzteseként ő képviselhette a 2025-ös Eurovíziós Dalfesztiválon Szlovéniát. A dalfesztivál május 13-án rendezett első elődöntőjében a tizenharmadik helyen végzett, így nem jutott tovább a döntőbe.

## Munkái

### Paródiák
- 2007: Hepatitis B (Anžej Dežan)
- 2007: Urška (Jan Plestenjak)
- 2007: S.O.L.I.S. (Tomi Meglič)
- 2007: You Always Dreamt About Njega (Fredi Miler)
- 2007: Čakam te (Rok Kosmač)
- 2007: S Katancem v JAR (Vlado Kreslin)
- 2007: Hamburger in marmelada (Rok Ferengja)
- 2008: Da veš (Alya)
- 2008: Oda radosti (Damjan Murko)
- 2008: Nor sem (Dennis ex. Game over)
- 2011: Twelve (Bono)
- 2011: You're Beautiful (James Blunt)
- 2011: Zero (Enrique Iglesias)
- 2011: It Ain't Over 'til It's Over (Lenny Kravitz)
- 2011: Marío (Ricky Martin)
- 2011: Left Outside Alone (Anastacia)
- 2011: Viva la Corrida (Chris Martin)
- 2011: Jodl Jodl (This Time for Slovenija) (Shakira)
- 2011: Sex Bomb (Tom Jones)
- 2011: Bed of Roses (Jon Bon Jovi)
- 2011: Shape of a Chicken (Sting)
- 2012: Mi fa schifo questa vita (Eros Ramazzotti és Tina Turner)
- 2012: Slovenia Will Win – Eurovíziós Dalfesztivál (Bono, Sting, James Blunt, Elton John, Chris Martin, Bécsi Fiúkórus, Justin Bieber, Lenny Kravitz, Gospel kórus, Lady Gaga)
- 2013: Slash interjú (Slash)
- 2013: Polka Gangnam Style (Psy)
- 2013: JJ Style (Janez Janša)
- 2013: Ti moja rožica (Modrijani)
- 2013: Cooking with Bojan Emeršič (Jamie Oliver)
- 2013: Najlepše otroške pesmice (Eroika)
- 2013: Nočem biti papež (Franc Rode)
- 2013: Proposing to Hannah Mancini (Hugh Hefner)
- 2013: Jasna Kuljaj (Gregory House)
- 2013: Holivud hils (Branko Đurić)
- 2013: Penzioner (Karl Erjavec)
- 2013: Dejan Zavec vs Chuck Norris (Chuck Norris)
- 2013: Aplavz (Gašpar Gašpar Mišič)
- 2013: The Perverted Dance (Cut the Balls) (Slavoj Žižek)
- 2013: La mia strada è la mia decisione (Andrea Massi)
- 2013: Zdaj prihajam in zdaj grem (Magnifico)
- 2014: Gromska strela (Modrijani)
- 2014: Dragon, Dragone (Goran Dragić)
- 2014: Delam vse, kar dela Pahor (Borut Pahor)
- 2014: Na veliko noč (Soul Greg Artist)
- 2014: Put me zove (Halid Bešlić)
- 2014: Sad je tu sve EU (Oliver Dragojević)
- 2014: Zgoraj brez (Tanja Žagar)
- 2020: Szlovénia 25 éve az Eurovíziós Dalfesztiválokon (1X Band, Darja Švajger, Regina, Tanja Ribič, Vili Resnik, Nuša Derenda, Sestre, Karmen Stavec, Platin, Omar Naber, Anžej Dežan, Alenka Gotar, Rebeka Dremelj, Martina Majerle, Ansambel Zlindra és Kalamari, Maja Keuc, Eva Boto, Hannah Mancini, Tinkara Kovač, Maraaya, ManuElla, Lea Sirk, Zala Kralj & Gašper Šantl)
- 2025: Minden győztes az Eurovíziós Dalfesztiválon 2000 és 2024 között (Olsen Brothers, Tanel Padar és Dave Benton, Marie N, Sertab Erener, Ruslana, Helena Paparizou, Lordi, Marija Šerifović, Dima Bilan, Alexander Rybak, Lena, Ell és Nikki, Loreen, Emmelie de Forest, Conchita Wurst, Måns Zelmerlöw, Jamala, Salvador Sobral, Netta, Duncan Laurence, Måneskin, Kalush Orchestra, Nemo és saját maga)

#### TheMockingbirdMan projekt
Egy projektet indított, melyben a világ különböző vezetőinek adta ki magát, humorosan kigúnyolja őket ezzel.
- 2013: Modern Pope (Ferenc pápa)
- 2016: Putin, Putout (Vlagyimir Putyin)
- 2016: Golden Dump (The Trump Hump) (Donald Trump)
- 2017: Ruf mich Angela (Angela Merkel)

### Albumok
- Golden Hour (2025)

### EP-k
- Under My Xmas Tree (2020)

### Kislemezek
- Kako si lepa (2017)
- How Much Time Do We Have Left? (2025)
- Out of My Cage (2025)
- The Northern Lights (2025)